# Filonnet de calcite en relief

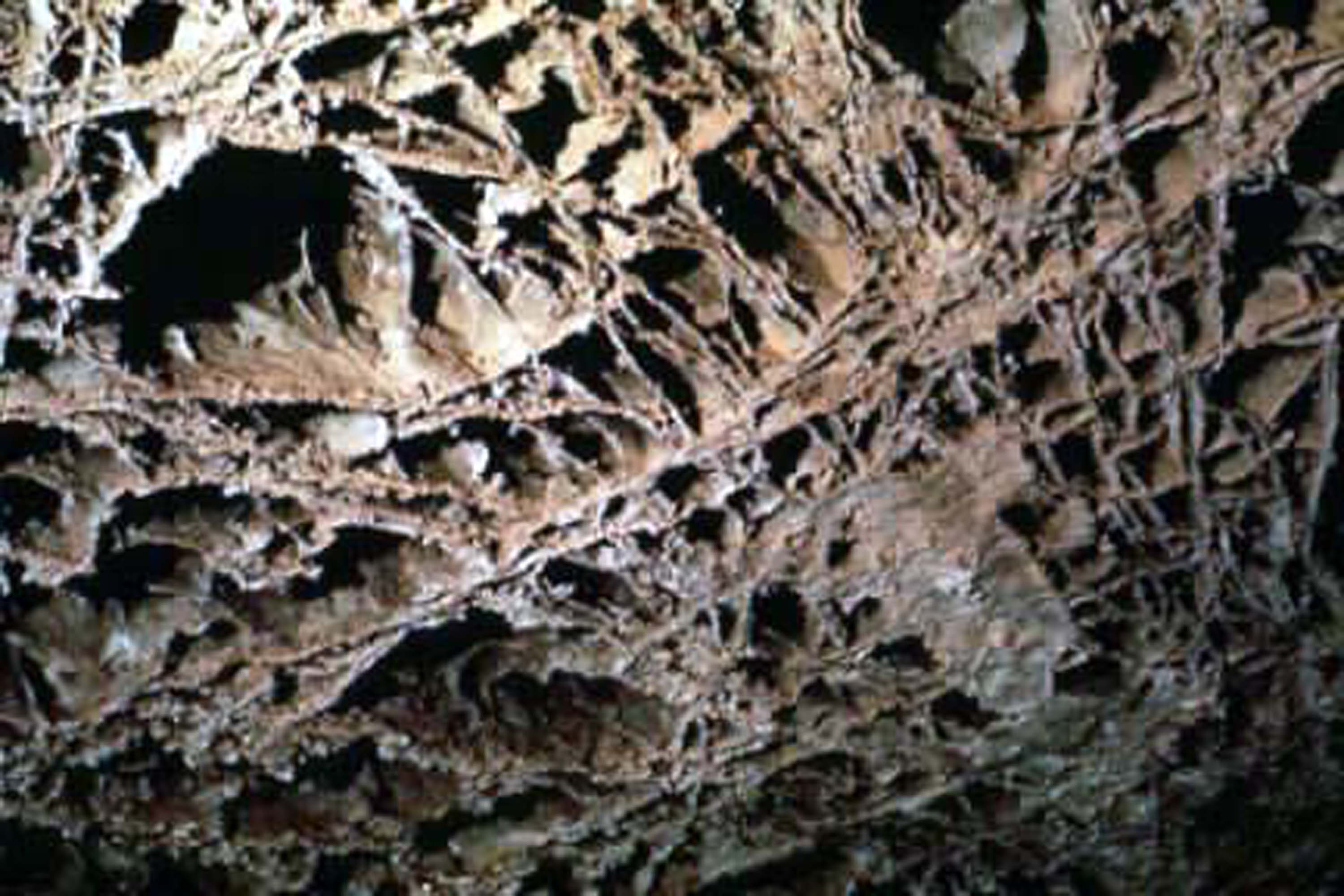
Boxwork dans Wind Cave, Hot Springs (Dakota du Sud).

Un filonnet de calcite en relief est un petit filon ou veine de calcite, interne à la roche de la paroi et mis en relief par la dissolution de l'encaissant. Cette forme de spéléothème karstique a été définie par Jacques Choppy en 1989. 
Ce phénomène, dû à l'érosion et non à l'accrétion, peut constituer sur les parois rocheuses, souterraines ou aériennes, un réseau d'excroissances parfois remarquables désigné par son nom anglais : « boxwork ». On peut notamment en trouver au parc national de Wind Cave, aux États-Unis d'Amérique.

## Source
- Définition